# Оджжиони, Джулио
Джулио Оджжиони (итал. Giulio Oggioni 15 июня 1916, Вилласанта, Ломбардия, Италия - 26 февраля 1993 года - итальянский прелат, Ординарий Лоди, затем Епархии Бергамо.

## Биография
Родился, получил формацию и обучение в епархиальной семинарии Амвросианский церкви, после хиротонии служил в малой семинарии Сан-Пьетро-Мартире в Севезо до 1940 года, далее в колледже Баллерини в Сереньо до 1942 года и  в колледже Сан-Джузеппе в Монце до 1947 года.
17 мая 1946 года он получил степень доктора богословия на богословском факультете Северной Италии в Венегоно-Инфериоре, защитив диссертацию на тему «Доктрина веры у святого Августина».
С октября 1947 года - преподаватель философии в архиепископской семинарии Венегоно-Инфериоре, с 1950 года - профессор систематического богословия и патрологии, с 1960 года - ректор Института Непорочного Священства Марии (ISMI).
С 1966 по 1972 год - Редактор журнала La Scuola Cattolica.
С 1970 года - делегат, затем епископский викарий по вопросам  постоянной формации духовенства.

## Епископское служение
28 сентября 1972 назначен епископом Лоди и 17 декабря 1973 года вступил в управление епархией.
С 20 мая 1977 года — епископ Бергамо. В 1979 году инициировал строительство крипты под пресвитерием кафедрального собора, как места захоронения епископов Бергамо, каждый первый четверг месяца здесь проводится месса поминовения умерших епископов и молитва о новых призваниях.
Его служение отличалось большим вниманием к вопросам семьи, в 1980 году при приходах епархии были открыты центр жизнеобеспечения и пастырской помощи семьям.
26 апреля 1981 года он принимал Папу Иоанна Павла II во время пастырского визита в Бергамо и Сотто-иль-Монте-Джованни-XXIII, место рождения Папы Иоанна XXIII.
С 21 ноября 1991 года в отставке, в связи с достижением предельного возраста управления.
Похоронен в крипте собора.